# Кутузинка
Кутузинка — река в России, течёт по территории Белебеевского района Республики Башкортостан. Левый приток реки Усень. Длина реки составляет 11 км, площадь водосборного бассейна 48,8 км².

## Данные водного реестра
По данным государственного водного реестра России относится к Камскому бассейновому округу, водохозяйственный участок реки — Ик от истока и до устья, речной подбассейн реки — бассейны притоков Камы до впадения Белой. Речной бассейн реки — Кама.
Код объекта в государственном водном реестре — 10010101312111100028220.